# ジェイムズ・バーバー
ジェイムズ・バーバー （James Barbour, 1775年6月10日 - 1842年6月7日）は、アメリカ合衆国の弁護士、政治家。バージニア州下院議長、バージニア州知事、アメリカ合衆国上院議員、アメリカ合衆国陸軍長官を務めた。
バーバーは政治家および弁論家として名を馳せ、バーバーの演説能力はジョン・クインシー・アダムズをはじめとする幾人もの指導者から注目を受けた。

## 生い立ち
1775年6月10日、ジェイムズ・バーバーはバージニア植民地のオレンジ郡バーバーヴィルにおいて誕生した。父親はバージニア植民地代議員のピーター・ケリー、母親はメアリー・ペンドルトン・トマスであった。祖父母はオレンジ郡に定住した最初の人々であり、両親はともにオレンジ郡の出身であった。バーバーの両親は2000エーカー以上の土地と、数人の奴隷を所有していた。だが一家の財産の大部分は、バーバーが一通りの学校教育を受け終える前に失われてしまった。バーバーはバージニア州ゴードンヴィルにおいて、ジェイムズ・ウォデルの下で初等教育を受けた。その後バーバーは1792年にオレンジ郡の保安官代理となり、1794年にバージニア州から弁護士として認可を受けた。
1792年10月29日、バーバーは植民地代議員ベンジャミン・ジョンソンの娘ルーシー・ジョンソンと結婚した。2人はベンジャミン・ジョンソンからの結婚祝いを受けて、財産を蓄えることができた。バーバーは1798年までに数人の奴隷を所有し、農園を所有する準備を整えた。

## バージニア州下院議員
1796年、バーバーはバージニア州下院議員に選出された。バーバーは下院において最年少の議員であった。バーバーは説得力のある演説で好評を博し、人権委員会、選挙委員会、財政委員会など多数の委員会で委員長を務めた。バーバーはまた、在任中の大部分で下院議長を務めた。
州下院においてバーバーは、共和党員としての強い信条を有していた。バーバーは1798年に連邦政府が制定した外国人・治安諸法に反対し、バージニア決議を修辞的な弁論によって擁護した。バーバーはアメリカ合衆国建国の理念を引き合いに出し、行政府による抑圧を拒絶した。そしてバーバーは治安諸法とそれを支持する人たちがアメリカに脅威を与えるものと考え、次のように述べた。
外国からの攻撃が規定事項であるという主張は、自国内における自由の原則を攻撃する名目に過ぎない。その事実を覆い隠していた幕はすでに取り払われている。真実は白日の下にさらされている。
バーバーが下院において制定に最も注力した法律は、文学基金に関する法律であった。この法律はバージニア州内の公立学校に対して郡単位で財政援助を行うことを目的としたものであり、1810年2月2日に可決された。バーバーは教育こそが社会を進歩させる原動力であると強く信じていた。バーバーは後に、自身の墓碑を建立する際はこの法律について言及することを要望した。

## バージニア州知事
1811年、バーバーはバージニア州知事への立候補を表明した。だがバーバーは現職知事ジョージ・ウィリアム・スミスに敗北した。1811年12月26日、スミス知事はリッチモンド劇場の火災により死亡した。翌年1月3日、州議会が招集され、後任知事にバーバーが指名された。
バーバーが州知事に就任した当時、アメリカはイギリスと一食触発の状態にあった。バーバーは開戦を支持し、戦争こそがアメリカの主権に対するイギリスの干渉を終わらせるための唯一の手段であるとみなしていた。そのためバーバーは州として戦争への備えを開始した。バーバーは、父親が郡の民兵に所属していたことから、早い段階でバージニア州市民軍の不備に気づいていた。1812年2月11日、バーバーはより強い州市民軍を構築するため、訓練費用や装備費用を拠出した。またバーバーは国家の防御を意識するよう、各郡の民兵指導者に要求した。バーバーはチェサピーク湾の沿岸を巡回し、イギリスの攻撃に対する避難港の建設を提案した。これらの行動により、バーバーは「戦争知事」と呼ばれるようになった。
1812年6月18日、連邦議会はイギリスに対する宣戦布告を決議し、米英戦争が開戦した。バーバーは戦争への入念な備えをしていたことから、1812年11月に対立候補なく州知事に再選された。1813年にはバーバーの強硬な政策は国家の団結の障害になると主張する人々が現れたが、バーバーは再び知事に選出された。1814年、バーバーは州議会に対して、連邦政府の統制下で活動する部隊1万個を組織する計画を提出した。だがその提案が議会を通過する前に、ガン条約が締結され米英戦争が終結した。バーバーの提案はそのまま立ち消えた。
バーバーは州知事として、ジェイムズ川上流の調査など数多くの法律を制定した。バーバーは州内の道路を改善するために融資を受けた。またバーバーは、友人のトーマス・ジェファーソンに知事公邸の設計を依頼した。バーバーは知事公邸に居住した最初の知事となった。
バーバーと同時代の人々は、バーバーの指導力を高く評価した。バーバーは有能な指導者としてみなされ、その執行力はそれまでのどの知事よりも強く、首尾一貫していると賞賛された。ことにバーバーは州の利益に特に注力し、州民は戦時の適切な指導力を称えた。

## アメリカ合衆国上院議員
1814年12月1日、バージニア州議会は辞任した連邦上院議員リチャード・ブレントの後任に、バーバーを指定することを票決した。連邦上院議員となったバーバーは、混乱状況にあった貨幣市場の建て直しのため、国立銀行の設立案に賛成した。だが法案は可決されず、当時の大統領ジェームズ・マディソンはバーバーに協力を要請した。バーバーは国立銀行の設立について財務長官アレクサンダー・ダラスの意見を取り入れた法案を提出した。その結果、5000万ドルの資本金を要求したこの法律は1816年に可決され、第二合衆国銀行が設立された。
バーバーが連邦上院議員を務めていたとき、弟のフィリップは連邦下院議員を務めていた。バーバーはジョン・カルフーン上院議員やヘンリー・クレイ上院議員を支持し、彼らに追随するような投票を行ったことから、兄弟の投票はしばしば対立した。
バーバーは上院議員として、道路運河委員会の設立提案、第二合衆国銀行への出資に対する代償としてのボーナス法案の提出、議会改善の特別予算を割り当てるための憲法改正の提案、軍備縮小への反対、不良債務者に対する禁固刑の廃止の支持、1818年の航海法導入などを行った。航海法の導入はイギリスがアメリカの船舶を入港禁止にしていたことに対する抗議措置であったが、大規模なイギリス船舶の締め出しが行われた。アメリカの港湾に停泊していたイギリスの船舶は直ちに退去させられ、またイギリスの港湾から出航したすべての船舶ついて入港禁止にする措置がとられた。バーバーはイギリスが相互に開港することに応じてくれることを望んだが、その努力は失敗した。最終的には米英間で1823年に互恵通商協定が締結され、和解に至った。
1819年、バーバーは上院仮議長に選出された。バーバーは第16連邦議会を取り仕切り、ミズーリ協定を決定した。
バーバーは上院議員として、1813年のテムズの戦いで貢献したR・M・ジョンソン大佐に名誉刀剣を与えるよう、上院で根回しを行った。ジョンソン大佐はバーバーの努力に感謝し、親しい友人となった。その後、ジョンソン大佐はジョン・クインシー・アダムズに取り計らい、バーバーは陸軍長官に指名された。

## アメリカ合衆国陸軍長官
1825年3月4日、バーバーはジョン・クインシー・アダムズの大統領就任に続いて、陸軍長官への就任宣誓を行った。陸軍省にとっての目下の課題は、アメリカ・インディアンの動向を監視することと、軍隊を管理することであった。バーバーにとっての最初の難題は、ジョージア州知事ジョージ・トループとの取引であった。トループは2万平方キロメートルの土地に居住する先住民族クリークを追い出すことを連邦政府に要求した。アダムズ大統領はこの要求を就任直後に受け入れ、それを承認する文書に署名を行った。だがバーバーはこれに不満を感じ、文書を撤回するようアダムズ大統領と連邦議会に求めた。ジョージア州知事トループはバーバーの反応に立腹したが、バーバーはクリークの居住地の大部分を購入した。そしてバーバーは、トループ知事が連邦政府の買収したクリーク居住地に不法に侵入することを懸念したため、アダムズ大統領とともに連邦政府の介入を合意した。そしてジョージア州の干渉とそれに付随するであろう紛争を回避するため、バーバーは残っていた土地もすべて買い占めた上で、クリーク・インディアンに対してミシシッピ川西方への移住を準備させた。

## 晩年
1826年、バーバーは1828年の大統領選挙で、副大統領候補の1人に挙げられた。だがバーバーは速やかに推薦を断り、代わりに駐イギリス公使の職を求めた。バーバーは駐イギリス公使となり、ヨーロッパの知識人界から受け入れられた。1828年7月1日、バーバーはオックスフォード大学から法学博士の号を贈られた。
バーバーは公使職退任後、バージニア州へ帰郷した。バーバーは州下院議員への立候補を表明したが、バーバーの国家主義政策は州の共和党員には受け入れがたいものであった。バーバーは辛うじて勝利を収めたものの、議会での摩擦が原因となり、1831年2月16日に辞任した。

## 死
バーバーは下院議員辞任後、バーバーズヴィルの自宅で家族ともども暮らした。バーバーは時折、政治的な友人を支援するための演説を行い、政治への関与を続けた。
間もなくバーバーは健康を害し、最期の数ヶ月間をバーバーズヴィルで過ごした。そして1842年6月7日、バーバーは妻と多数の子供に囲まれながら、死去した。
バージニア州オレンジ郡に位置するバーバーヴィルは、バーバーにちなんで名づけられた。バーバーの邸宅跡地は現在、マディソン＝バーバー歴史地区に残されている。バーバーの邸宅は、バーバーの友人であったトーマス・ジェファーソンによって設計された。
アラバマ州バーバー郡、ウェストバージニア州バーバー郡、ケンタッキー州バーバーヴィルもまた、バーバーの功績を称えて名づけられた。

## 関連図書
- Lowery, Charles; James Barbour, a Jeffersonian Repulican; 1984, University of Alabama Press; (2004 paperback: ISBN 0-8173-5076-4)
- Long, William Stapleton; "James Barbour"